# Марина-дель-Рей
Марина-дель-Рей (исп. Marina del Rey, букв. «Заводь королей»), иногда просто Марина — приморский район Лос-Анджелеса (Калифорния, США), расположенный вокруг искусственной бухты с одноименным названием. В бухте находится марина для судов, прежде всего яхт и катеров, самая большая в Новом Свете и вторая в мире.

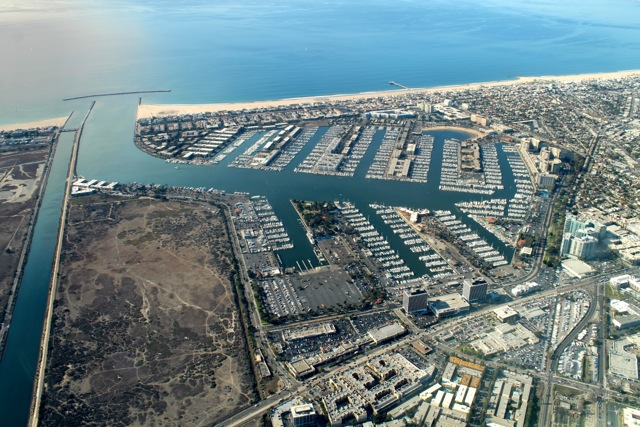
Вид на район с высоты. В центре бухта. Январь 2014

Район Марина-дель-Рей является популярным туристическим местом; славится своей мариной, которая может вмещать до пяти тысяч судов, и инфраструктурой вокруг последней. Здесь можно взять яхту напрокат.
Вокруг бухты, на семи «полуостровах» и прибухтовых дорогах располагаются жилые комплексы, парки, гостиницы, рестораны и прогулочные набережные.

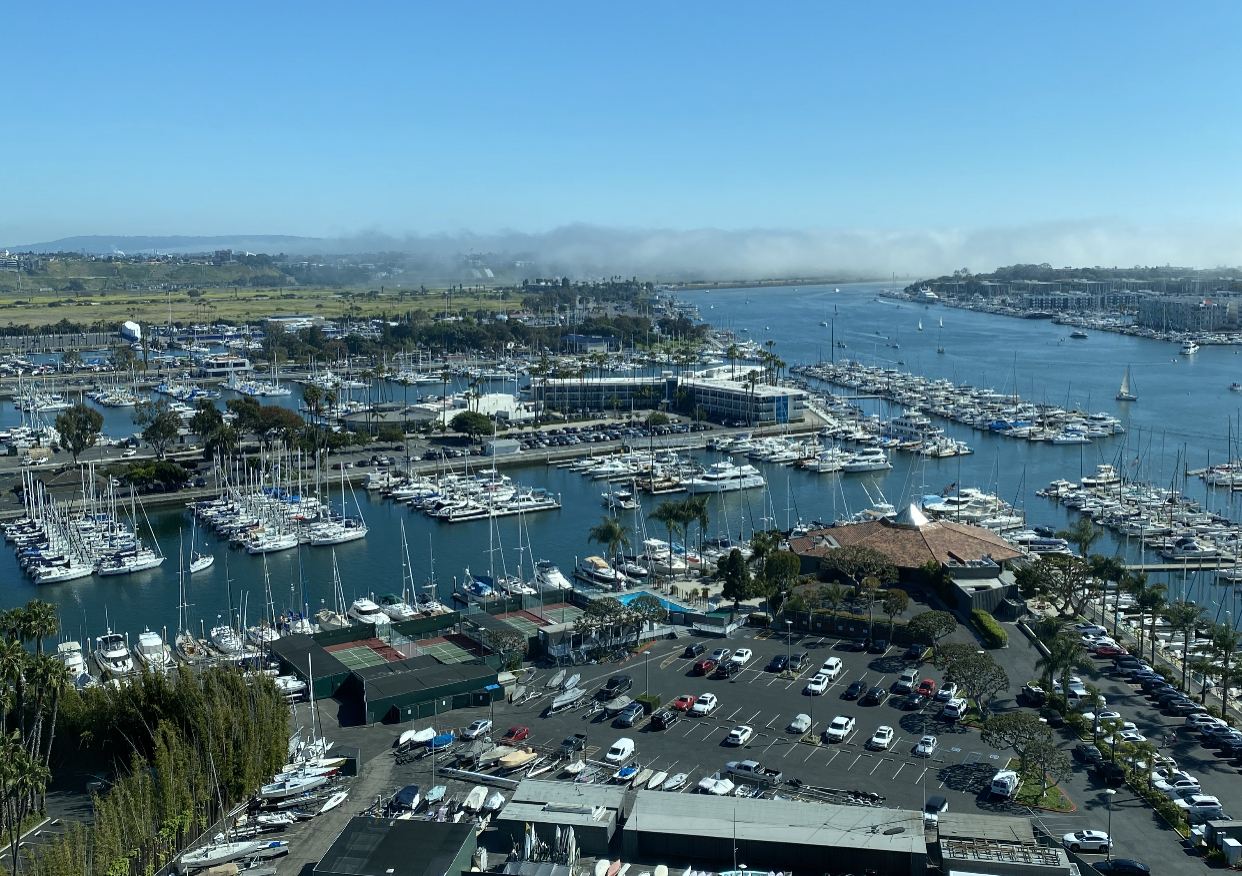
Вид на город с самого высокого здания в Марина-дель-Рей. Видна бухта и ее каналы; вдалеке видна низкая туча из очень густого тумана. 25 апреля 2020.

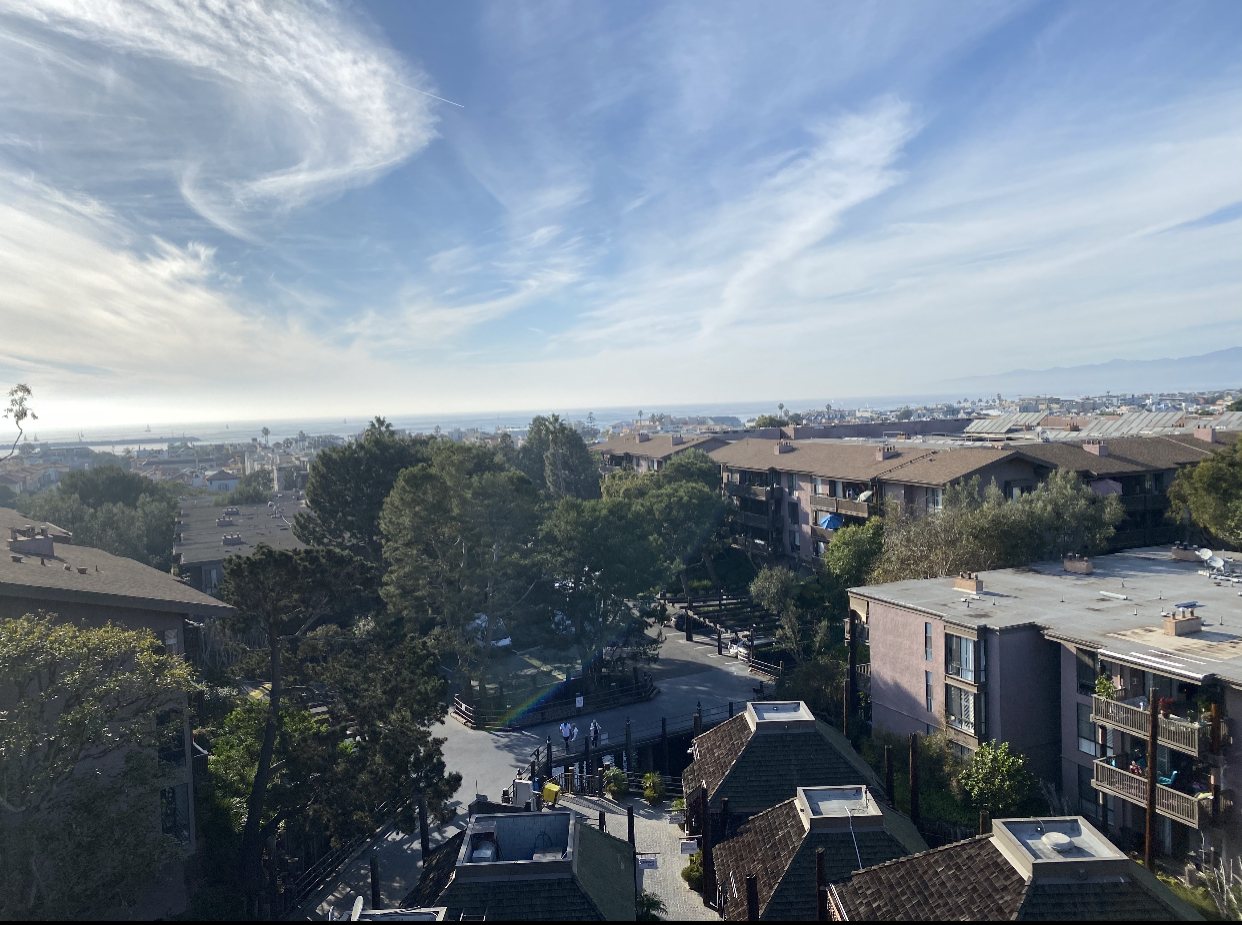
Вид на здания города с высокой смотровой башни

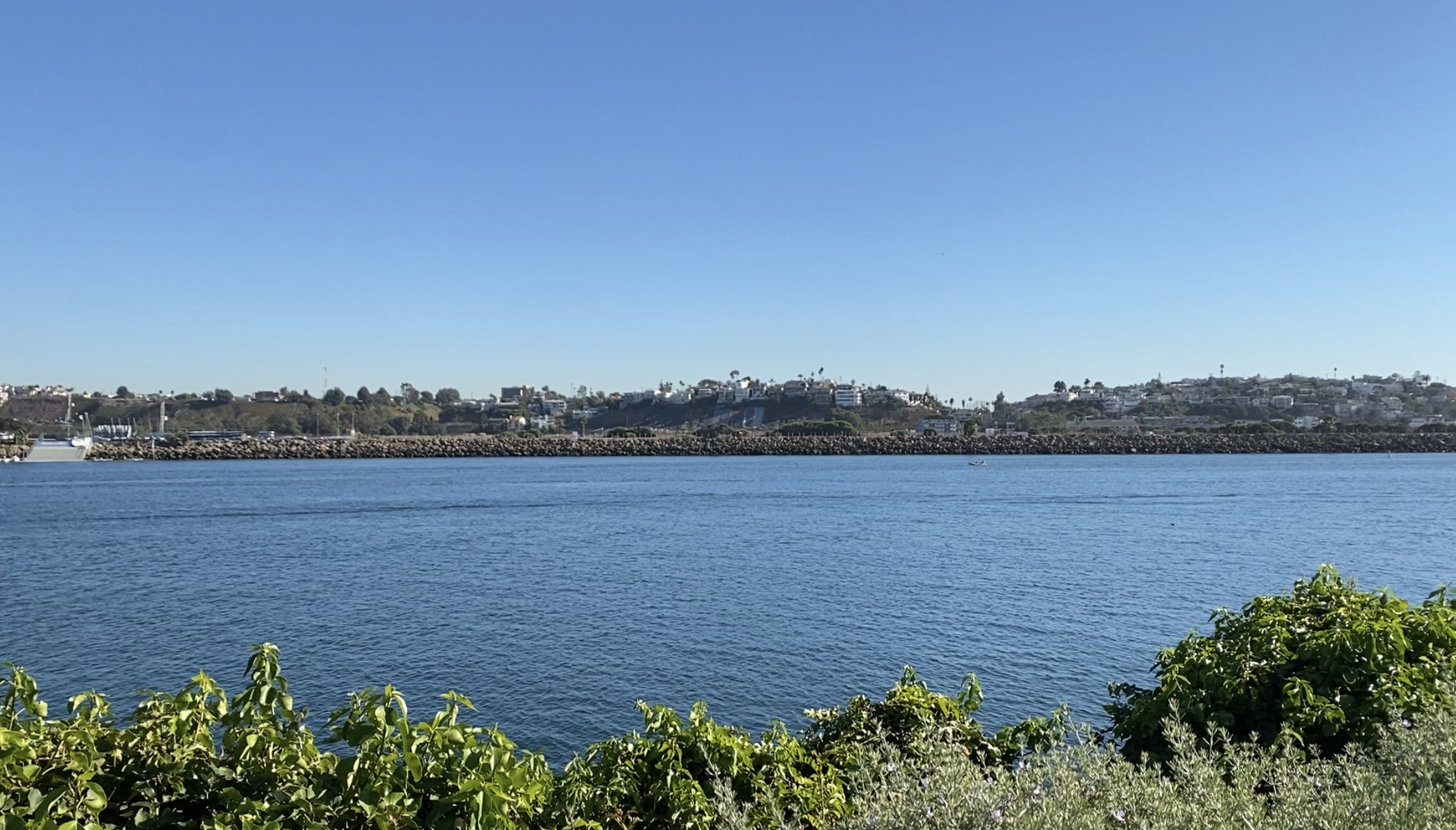
Вид на юг на Главный канал

## География
Район Марина-дель-Рей находится на побережье Тихого океана. Примерно 55 гектаров земли района занимает охраняемый природный заповедник в виде соленого болота; к западу и северу от Марины район Венис, Тихий океан; к востоку Плайя-Виста и Дель-Мар; к югу Плайя-дель-Рей.

### Климат
По классификации Кёппена климат относят к Csb- (средиземноморский климат с тёплым летом).
| Показатель           | Янв. | Фев. | Март | Апр. | Май | Июнь | Июль | Авг. | Сен. | Окт. | Нояб. | Дек. | Год |
| -------------------- | ---- | ---- | ---- | ---- | --- | ---- | ---- | ---- | ---- | ---- | ----- | ---- | --- |
| Средний максимум, °C | 19   | 20   | 21   | 22   | 23  | 25   | 27   | 27   | 27   | 25   | 22    | 19   | 23  |
| Средний минимум, °C  | 8    | 8    | 9    | 11   | 13  | 14   | 16   | 17   | 16   | 14   | 10    | 8    | 12  |
| Температура воды, °C | 14   | 14   | 15   | 18   | 19  | 21   | 23   | 24   | 23   | 20   | 16    | 15   | 15  |

## Бухта

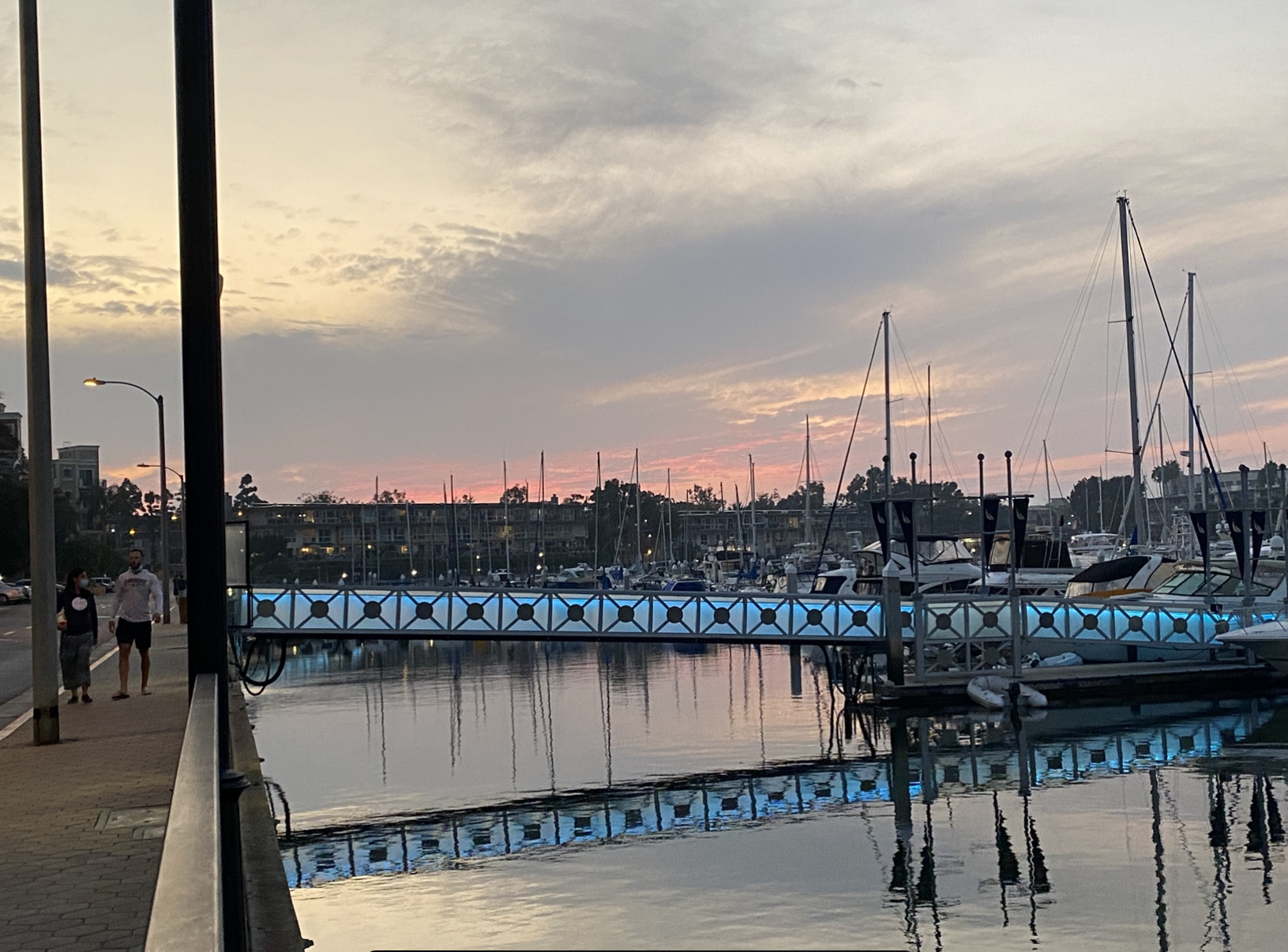
Вид на бухту

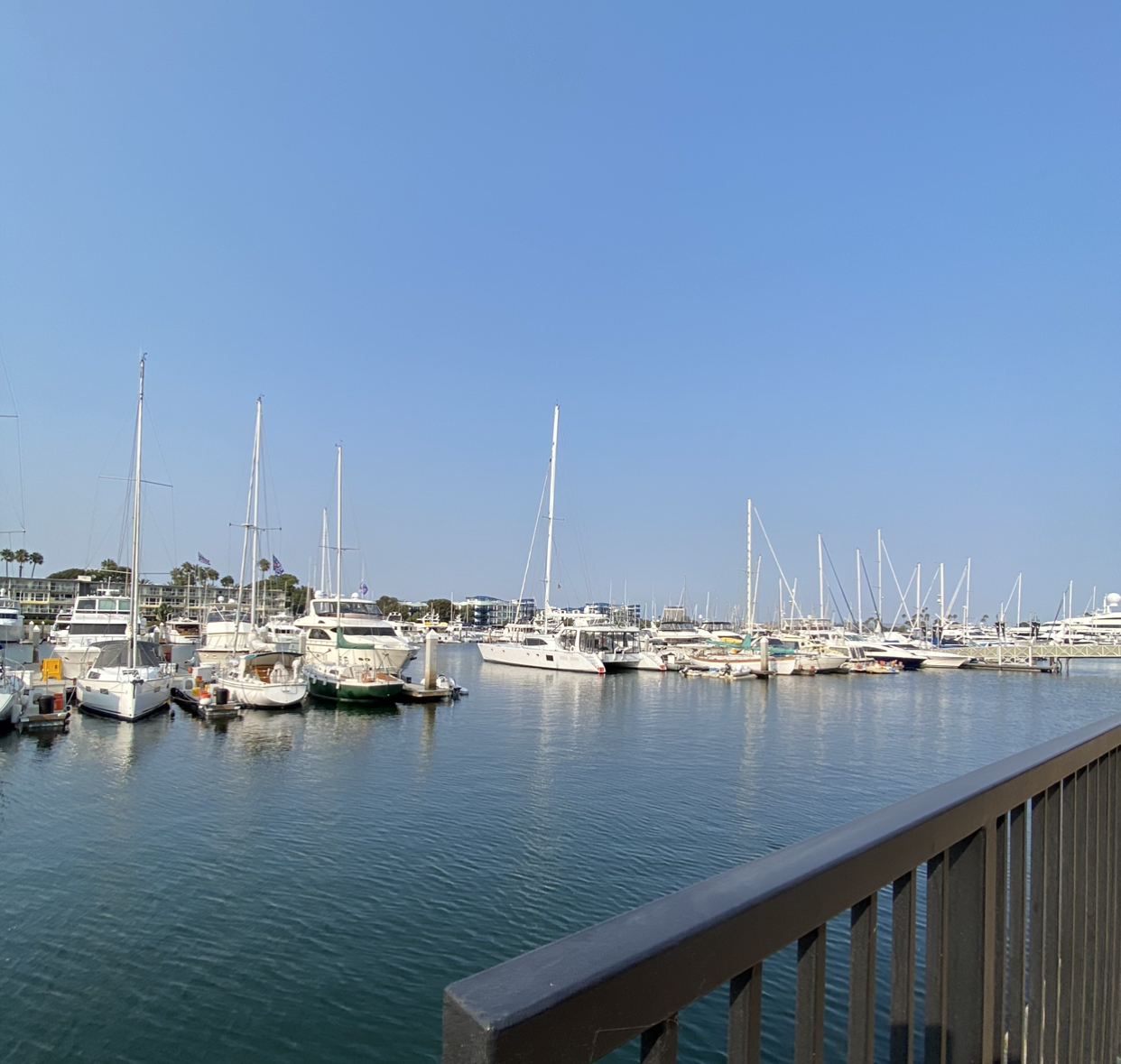
Бухта Марина-дель-Рей

Большая бухта с пристанями для яхт. По размерам в мире уступает только Дубайской Марине в ОАЭ. Примерно 41% (1,5 км²) площади городка занимает водная поверхность. Она вдаётся на 2,5 километра вглубь суши и состоит из 8 каналов: Главного и семи боковых. По берегам Главного и между боковыми каналами расположены многочисленные сады, парки, улицы и здания. Главный канал выходит в Тихий океан, на выходе стоит волнорез.
Ширина Главного канала достигают 300 метров, длина 2,8 километров; боковые около 150 метров шириной и 500—700 метров длиной.

## История
До образования бухты местность будущей Марины-дель-Рей была занята огромными болотами из солёной воды. В середине девятнадцатого века некий Мойе Викс задумался о создании порта вместо болота. Он создал свою компанию, но в 1891 года она обанкротилась.
Недалеко от нынешней Марины находился порт «Болонья». В конце 19-го века этот порт был продан Мозесу Шерману. Мозес купил 400 гектаров земли и назвал ее «Плайя-дель-Рей» — нынешнее название городка южнее Марины.
В 1953 году Совет Директоров Лос Анджелеса выделил 2 миллиона долларов на создание огромной Марины, самой большой на тот момент. Строительство началось в 1953 году чуть позже 
Строительство было почти закончено в начале шестидесятых годов; однако сильнейший зимний шторм 1962—1963 года создал огромные волны, разрушившее несколько лодок и нанеся ущерб Марине. Тогда, были выданы деньги в размере 2,1 миллиона долларов для строительства волнореза, который был закончен в 1964 году 

После строительства волнореза Марина-дель-Рей стала активно развиваться, начали строиться парки, здания и променады. Фактически, город был зарегистрирован 10 апреля 1965 года.

## Экология
Примерно 15 % всей территории города занимает охраняемый природный заповедник Баллона Ветландс, буквально «Болота Болонья». Однако, эти соляные болота имеют настоящую площадь в 2,45 квадратных километров, так как распространяются и за пределы городка. Их части находятся также в Плайя-дель-Рей и в районе Алла. Они располагаются по обеим сторонам речки Балонна-Крик, которая протекает южнее Марины. До застраивания города эти болота были гораздо больше, и поэтому большинство их жителей- эндемики на грани вымирания. В их числе: Большая голубая цапля (Ardea herodias) и цапля вида Egretta thula, а также несколько видов рыб и бабочек.

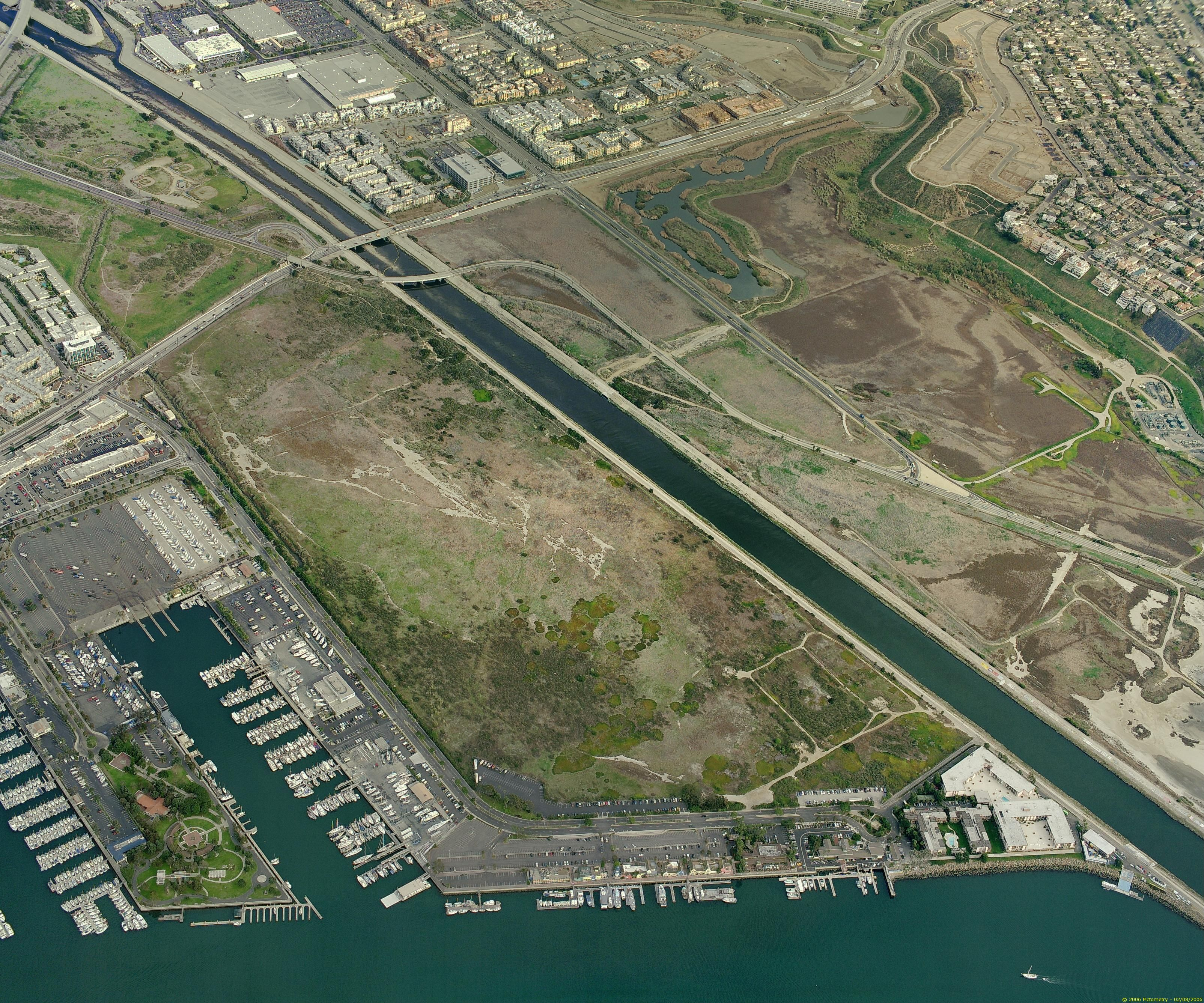
Вид на болота с высоты. По диагонали течет Бaлонна Крик, служащая южной границей Марины-дель-Рей